# 硬毛棘豆
硬毛棘豆（学名：Oxytropis hirta），为豆科棘豆属下的一个植物种。